# Прищепа Петро Купріянович
Петро Купріянович Прищепа (19 червня 1937, село Серби Ємільчинського району, тепер Житомирської області — 2 червня 2014, місто Рівне) — український радянський і компартійний діяч, голова Ровенського облвиконкому. Депутат Верховної Ради УРСР 10—11-го скликань. Член ЦК КПУ в 1990—1991 р. Народний депутат СРСР в 1989—1991 р.

## Біографія
Народився в селянській родині. Батько Купріян Семенович (1901—1991) і мати Варвара Яківна (1905—1980) працювали в колгоспі.
З 1951 по 1955 рік навчався в Черницькому сільськогосподарському технікумі Львівської області. З 1955 по 1960 рік — студент агрономічного факультету Львівського сільськогосподарського інституту. У 1960 році закінчив Львівський сільськогосподарський інститут, учений агроном.
У червні 1960 — травні 1961 року — агроном, заступник голови колгоспу «Комуніст» Ровенського району Ровенської області.
Член КПРС з 1961 року.
У травні 1961 — березні 1963 року — директор Ровенської обласної контрольно-насіннєвої лабораторії.
У березні 1963 — грудні 1966 року — інструктор сільськогосподарського відділу Ровенського обласного комітету КПУ.
У грудні 1966 — червні 1973 року — 1-й секретар Корецького районного комітету КПУ Ровенської області.
14 червня 1973 — 4 липня 1977 року — секретар Ровенського обласного комітету КПУ.
28 червня 1977 — 14 вересня 1989 року — голова виконавчого комітету Ровенської обласної ради народних депутатів.
29 серпня 1989 — 16 листопада 1990 року — 1-й секретар Ровенського обласного комітету КПУ.
У квітні 1990 — 1991 року — голова Рівненської обласної ради народних депутатів. У 1991 — квітні 1992 року — голова Рівненської обласної ради народних депутатів і голова обласного виконавчого комітету. У квітні 1992 — липні 1994 року — голова Рівненської обласної ради. У липні 1994 — червні 1998 року — заступник голови Рівненської обласної ради.
З 1998 року — на пенсії. У серпні 1998 — 2005 року — консультант голови Рівненської обласної державної адміністрації. Член Аграрної партії України.

## Звання
- полковник

## Нагороди
- три ордени Трудового Червоного Прапора (1971, 1973, 1977)
- орден Дружби народів (1986)
- орден «За заслуги» ІІ ступеня[1]
- орден «За заслуги» ІІІ ступеня (.06.1997)[2]
- медалі
- Державний службовець 1-го ранґу (.04.1994)[3]